# ZweiTälerLand
ZweiTälerLand bezeichnet eine Region, die die Täler Elztal und Simonswäldertal im Landkreis Emmendingen in Baden-Württemberg, umfasst. Dabei ist das Simonswäldertal ein Seitental des Elztals. Die Stadt Waldkirch als Zentrum der Region liegt etwa 15 Kilometer nordöstlich von Freiburg im Breisgau, das Gebiet hat über 40.000 Einwohner und ist 270 km² groß.

## Schreibweisen
Der Name wird in verschiedenen Schreibweisen veröffentlicht oder verwendet: Zweitälerland, ZweiTälerland, sowie als Abkürzung ZTL.

## Begriffsverwendungen

### Im Tourismus
Im Jahr 2000 schlossen sich Gemeinden und Städte des Elz-, Biederbach- und Simonswäldertales zusammen um die Region als ZweiTälerLand zusammen touristisch zu vermarkten. Die Elztal & Simonswäldertal Tourismus GmbH & Co.KG wurde am 1. Januar 2000 gegründet. Die an Simonswald angrenzende Gemeinde Gütenbach aus dem Schwarzwald-Baar-Kreis kam 2014 als kooperatives Mitglied dazu.
Aktuelle Gesellschafter sind die sieben Orte
- Gemeinde Biederbach
- Stadt Elzach
- Gemeinde Gutach im Breisgau
- Gemeinde Simonswald
- Stadt Waldkirch
- Gemeinde Winden im Elztal
- Gemeinde Gütenbach (seit 2014, kooperatives Mitglied)

Durch das Gebiet führt u. a. auch der 108 Kilometer lange Rundwanderweg Zweitälersteig.

### Im Namen von Institutionen und Vereinen
- Grund- und Werkrealschule Zweitälerland (Gutach im Breisgau)
- Palliativnetz ZweiTälerland e. V. (Waldkirch)
- Car-Sharing ZweiTälerLand e. V. (Waldkirch)